# نيكا متريفيلي
نيكا متريفيلي مواليد 14 يناير 1991 في تبليسي، جورجيا، هو لاعب كرة سلة جورجي. بدأ مسيرته الاحترافية في سنة 2007. يلعب مع سكافاتي باسكت في الدوري الإيطالي لكرة السلة الدرجة الثانية كلاعب وسط. يبلغ طوله 6 قدم 11 بوصة (2.1 م). لعب مع منز سانا 1871 باسكت وروزيتو شاركز.

## روابط خارجية
- نيكا متريفيلي على موقع الاتحاد الدولي لكرة السلة (الإنجليزية)
- نيكا متريفيلي على موقع كرة السلة الأوروبية.كوم (الإنجليزية)
- نيكا متريفيلي على موقع ريلجم (الإنجليزية)
- نيكا متريفيلي على موقع بروبوليرز (الإنجليزية)
- نيكا متريفيلي على موقع سبورتس رفرنس (الإنجليزية)